# Sandoricum koetjape
Espèce
Classification APG III (2009)
Sandoricum koetjape, santol ou « faux mangoustanier », est une espèce de plantes à fleurs du genre Sandoricum et de la famille des Meliaceae (famille de l’ acajou). C'est un arbre trouvé en Asie.
Cette espèce fut décrite pour la première fois en latin en 1768 par Nicolaas Laurens Burman sous le nom (Basionyme) de Melia koetjape dans sa Flora Indica, page 101.
En 1912 Elmer Drew Merrill le rattache au genre Sandoricum en le publiant sous le nom de Sandoricum koetjape dans l’ouvrage The Philippine journal of science, volume 7 page 237 .

## Synonymes
- Azedarach edule Noronha , 1790
- Melia koetjape Burm.f. , 1768
- Sandoricum indicum Cav. , 1788

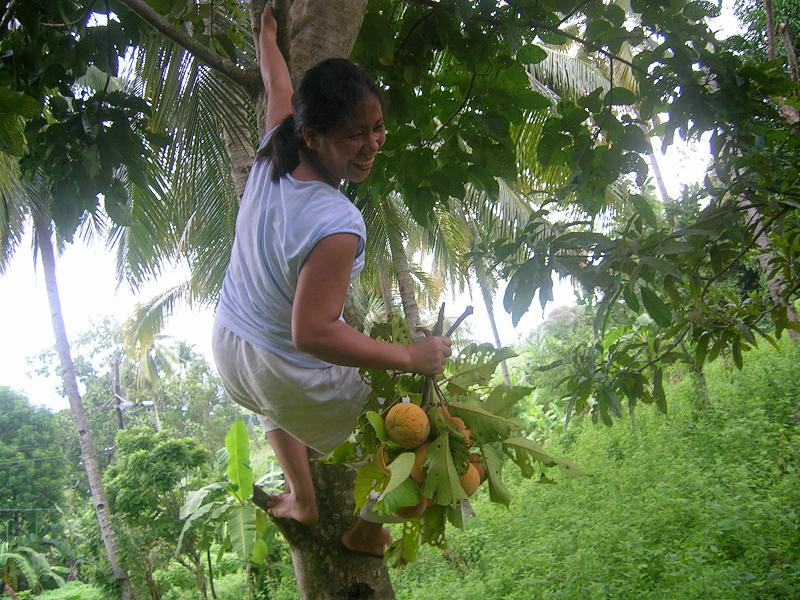
Récolte des Fruits.
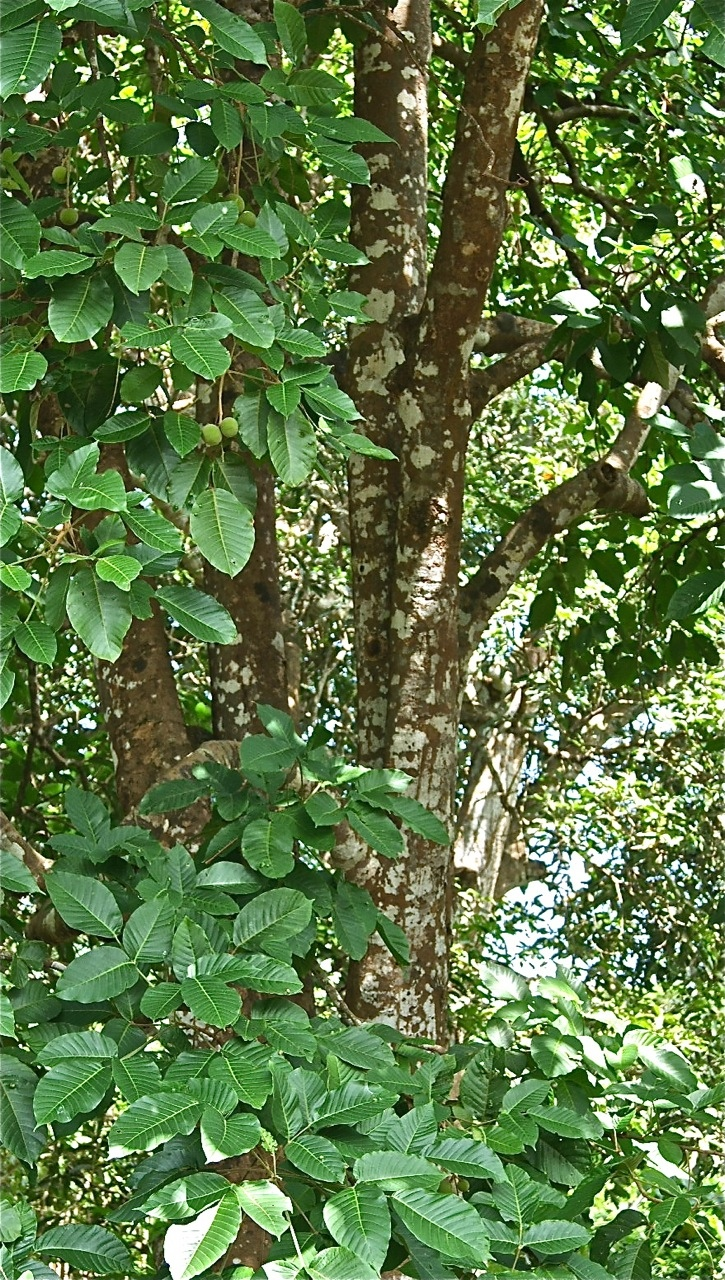
Arbre adulte.
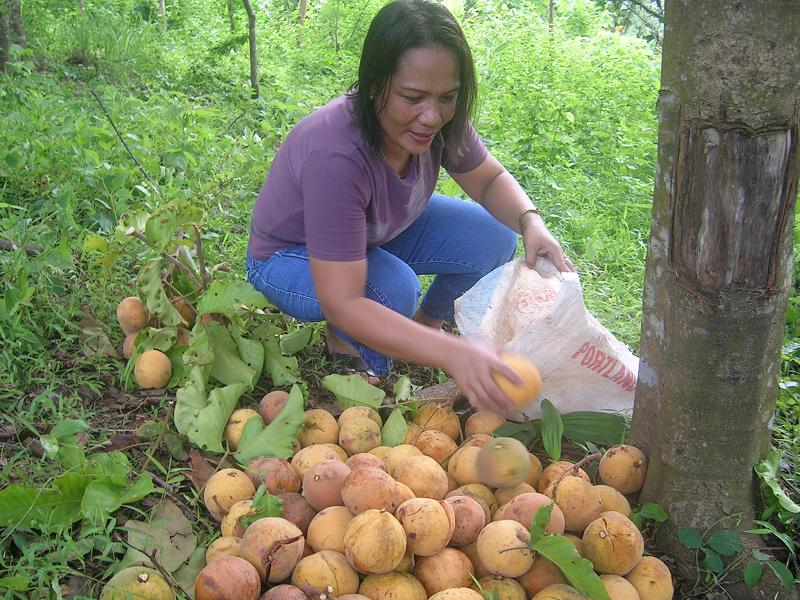
Récolte des Fruits.
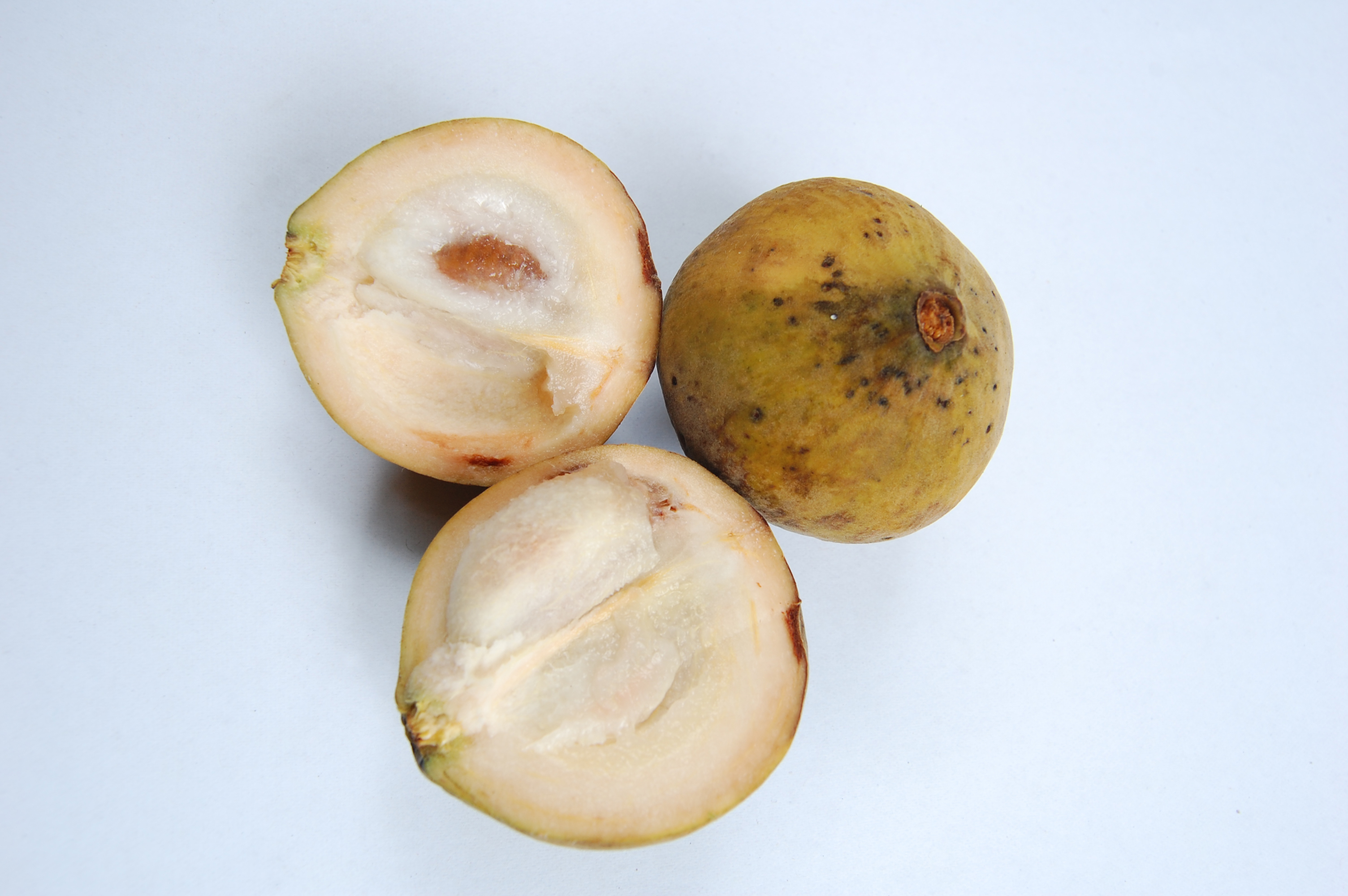
Fruits.

## Origine et distribution
On pense que le Sandoricum koetjape est originaire d’Indochine et de Malaisie péninsulaire, et aurait été introduit en Asie tropicale ( Indonésie, Inde, Maurice, Papouasie-Nouvelle-Guinée, Philippines ) où il se serait naturalisé.
Il est fréquemment cultivé dans toutes ces régions et ses fruits sont abondants sur les marchés locaux lorsque cela en est la saison.

## Noms locaux
- Filipino: santol
- Indonésien: kecapi, ketuat, sentul
- Soundanais: sentul
- Malais: kecapi, kelampu, ranggu
- Thaï : krathon (กระท้อน, kratʰɔ́ːn) ou sathon (สะท้อน); également ma tong (มะต้อง) ou ma tuen (มะตื๋น) en Thaïlande du Nord.
- Birman: သစ်တို thi' tou θɪʔ tò
- Anglais: santol, sour apple ou cotton fruit.
- Khmer: កំពីងរាជ (ក្រពេញរាជ, លោះ) kɑmpɨɲ riec[3]
- Lao: ໝາກຕ້ອງ mȁːktɔ̂ːŋ
- Cingalais: donka

## Description

### Apparence et feuillage

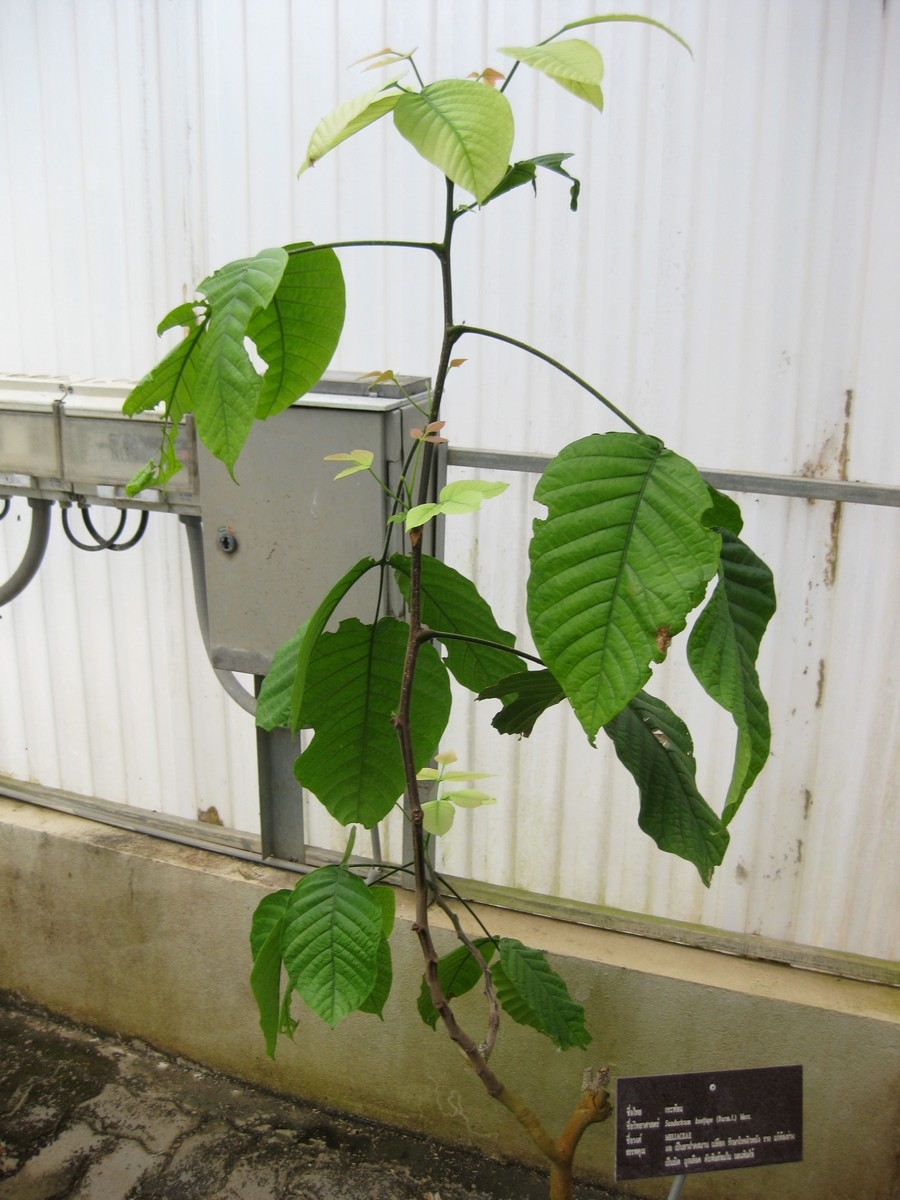
Jeune arbre en pot, au jardin botanique de la reine Sirikit, en Thaïlande.

Sandoricum koetjape est un grand arbre à croissance rapide, à feuillage persistant (bien qu’il puisse perdre ses feuilles temporairement dans les régions arides).
Sa hauteur varie de 15 à 45 mètres. 
Le tronc droit a une écorce claire. Il a des branches jusqu’à sa base. 
Les vieux spécimens ont des racines contreforts.
Les feuilles, disposées sur les branches de manière alternée et en spirale, sont pétiolées.
Le limbe foliaire est composée de trois sections, chacune d'une longueur de 20 et 25 cm, elliptiques à oblongues-ovales, émoussées à la base de la nervure et aiguisé en son extrémité supérieure.

### Inflorescence et fleur
Des inflorescences paniculées de 6 à 30 cm se développent sur les jeunes branches.
Les fleurs à 5 pétales, d’environ 1 cm, sont verdâtres, jaunâtres, ou rosé clair.

### Fruits et graines

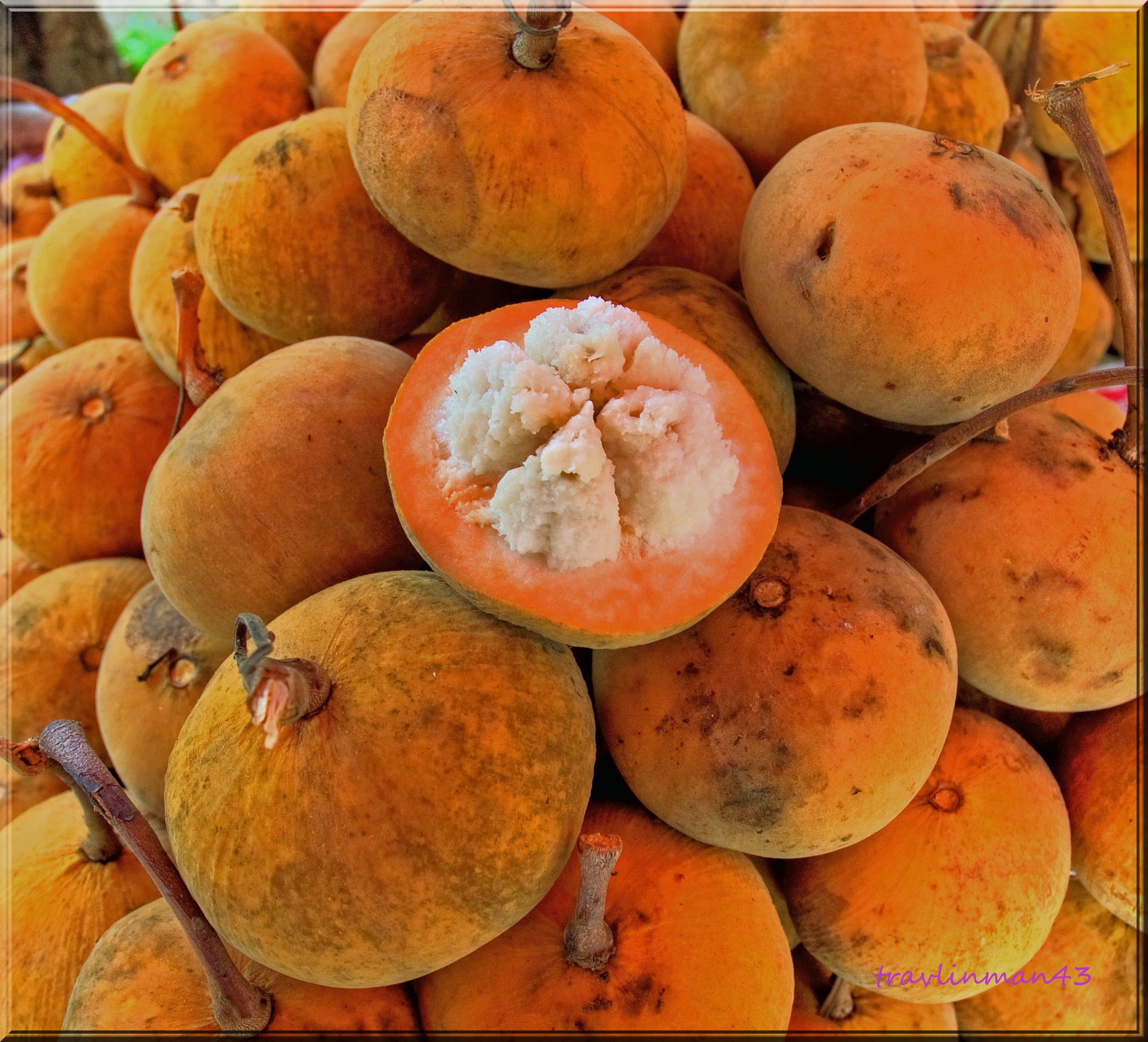
Fruits.

La capsule (fruit) sphérique aplatie d'un diamètre de 4 à 7,5 cm présente souvent des rides.
A maturité, sa couleur varie de jaune à doré, parfois rose ou orange.
Le péricarpe est de mince à épais avec une surface velue. Il contient une sève laiteuse.
Sa structure interne ressemble à celle du mangoustan, avec trois à cinq graines enrobées dans une pulpe comestible. D’un blanc transparent, juteuse, cette pulpe a un goût sucré, acide voire aigre.
Les graines de 2 cm de long, non comestibles, sont de couleur brune.
Le fruit mûrit sur la péninsule malaise en Juin et Juillet, aux Philippines de Juillet à Octobre.

## Utilisation
Les fruits mûrs sont récoltés en montant dans l'arbre par arrachage à la main ou à l'aide d'un long bâton en forme de fourche.
La pulpe est consommée crue ou avec des épices.
Elle est également cuite, ou transformée en Fruit confit ou en marmelade.
Dans la Région de Bicol, aux Philippines, on sert un plat à base de pulpe râpée cuite dans du lait de coco agrémentée de morceaux de viande de porc et de piment.
Les graines (brunes) de « Santol » ne sont pas comestibles et peuvent entraîner des complications telles que perforation intestinale en cas d'ingestion.

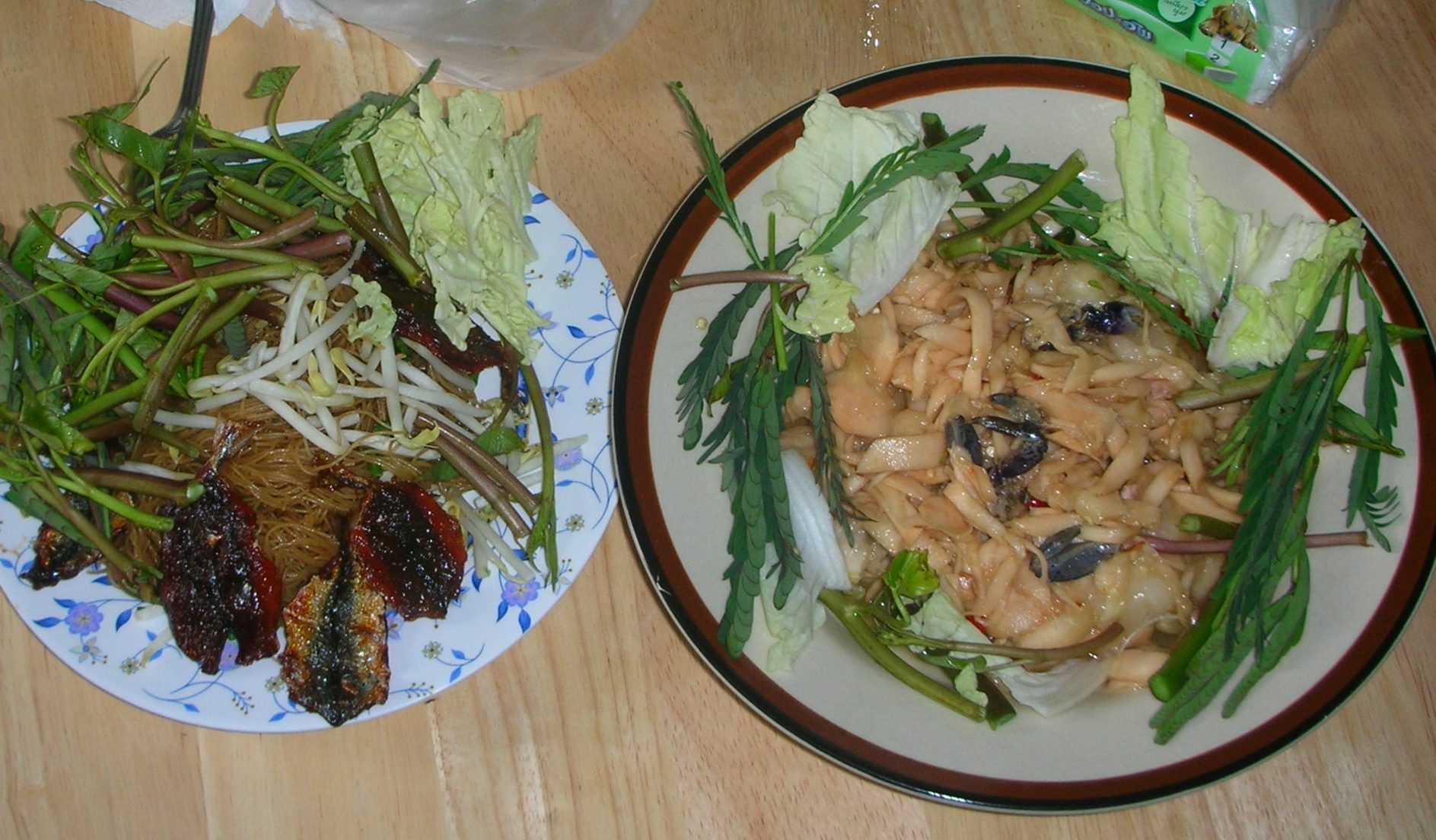
Som tam.

En Thaïlande les fruits non encore mûrs sont utilisés râpés pour la confection du som tam (salade de papaye verte).
Le bois de cet arbre abondant est utile pour la construction. Il est généralement facile à travailler et à polir.
Les feuilles et l'écorce sont utilisées en médecine comme cataplasme.
Plusieurs parties de la plante peuvent avoir des effets anti-inflammatoires et quelques extraits chimiques de tiges de Santol ont montré des propriétés anticancéreuses in vitro.
L’extrait de graines de Santol a des propriétés insecticides.

## Culture
Sandoricum koetjape est un arbre des régions tropicales humides ; il pousse depuis le niveau de la mer jusqu’à une altitude de 1 000 m.
Il préfère les terrains profonds et riches en humus combines à une distribution de pluie tout au long de l’année. Il supporte néanmoins les saisons sèches.
La distance de plantation entre individus est de 6 à 8 m.
Il nécessite un apport de fertilisants deux fois par an pour une croissance optimale.
Normalement les arbres produisent des fruits après 5 ou 7 ans, bien que certains cultivars n’en demandent que 3.
Sandoricum koetjape est un arbre très productif. Un arbre adulte peut produire entre 18 000 et 24 000 fruits par an.